# Cataloipus indicus
Cataloipus indicus är en insektsart som beskrevs av Boris Petrovich Uvarov 1942. Cataloipus indicus ingår i släktet Cataloipus och familjen gräshoppor. Inga underarter finns listade i Catalogue of Life.